# Cantón de Meilhan-sur-Garonne
El cantón de Meilhan-sur-Garonne era una división administrativa francesa, que estaba situada en el departamento de Lot y Garona y la región de Aquitania.

## Composición
El cantón estaba formado por ocho comunas:
- Cocumont
- Couthures-sur-Garonne
- Gaujac
- Jusix
- Marcellus
- Meilhan-sur-Garonne
- Montpouillan
- Saint-Sauveur-de-Meilhan

## Supresión del cantón de Meilhan-sur-Garonne
En aplicación del Decreto n.º 2014-257 de 26 de febrero de 2014, el cantón de Meilhan-sur-Garonne fue suprimido el 22 de marzo de 2015 y sus 8 comunas pasaron a formar parte; siete del nuevo cantón de Marmande-1 y una del nuevo cantón de Las Laderas de Guyena.